# Kučin
Kučin (cyr. Кучин) – wieś w Serbii, w okręgu zlatiborskim, w gminie Prijepolje. W 2011 roku liczyła 137 mieszkańców.